# Штефешти (Прахова)
Штефешти (рум. Ştefeşti) насеље је у Румунији у округу Прахова у општини Штефешти. Oпштина се налази на надморској висини од 486 m.

## Становништво
Према подацима из 2002. године у насељу је живело 2407 становника, од којих су сви румунске националности.

### Хронологија
| Година       | 1992 | 1993 | 1994 | 1995 | 1996 | 1997 | 1998 | 1999 | 2000 | 2001 | 2002 | 2003 | 2004 | 2005 | 2006 | 2007 | 2008 | 2009 | 2010 | 2011 | 2012 | 2013 | 2014 | 2015 | 2016 | 2017 |
| ------------ | ---- | ---- | ---- | ---- | ---- | ---- | ---- | ---- | ---- | ---- | ---- | ---- | ---- | ---- | ---- | ---- | ---- | ---- | ---- | ---- | ---- | ---- | ---- | ---- | ---- | ---- |
| Становништво | 2603 | 2591 | 2577 | 2558 | 2536 | 2530 | 2524 | 2531 | 2517 | 2506 | 2519 | 2492 | 2489 | 2468 | 2462 | 2475 | 2479 | 2466 | 2449 | 2438 | 2420 | 2405 | 2415 | 2393 | 2363 | 2344 |